# Municipio de Strong (Dakota del Norte)
El municipio de Strong (en inglés: Strong Township) es un municipio ubicado en el condado de Stutsman en el estado estadounidense de Dakota del Norte. En el año 2010 tenía una población de 19 habitantes y una densidad poblacional de 0,21 personas por km².

## Geografía
El municipio de Strong se encuentra ubicado en las coordenadas 47°5′25″N 99°17′10″O / 47.09028, -99.28611. Según la Oficina del Censo de los Estados Unidos, el municipio tiene una superficie total de 92.23 km², de la cual 87,35 km² corresponden a tierra firme y (5,29 %) 4,88 km² es agua.

## Demografía
Según el censo de 2010, había 19 personas residiendo en el municipio de Strong. La densidad de población era de 0,21 hab./km². De los 19 habitantes, el municipio de Strong estaba compuesto por el 100 % blancos. Del total de la población el 0 % eran hispanos o latinos de cualquier raza.